# Gneu Marci
Gneu Marci o potser Gai Marci (en llatí Cnaeus Marcius o Caius Marcius) era tribú de la plebs l'any 389 aC, quan Roma havia estat ocupada pels gals. Segurament formava part de la gens Màrcia, d'origen plebeu.
Va portar a judici a Quint Fabi Ambust que en violació de la llei de les nacions, havia combatut contra els gals, als quals havia estat enviat com a ambaixador.